# Mark Day (editor)
Mark Day (Londres, 22 de febrero de 1961) es un experto editor de cine británico. Colaboró con el director de cine David Yates en los dramas de televisión Sex Traffic, State of Play y La chica del café, y ha editado alrededor de treinta películas de televisión. También ha trabajado con Yates en la edición de las películas de Harry Potter que le tocó realizar, desde La Orden del Fénix hasta Las Reliquias de la Muerte - Parte 2.
Adicionalmente, es hijo del director Ernest Day y sobrino del director Robert Day.